# آنا بیلیتسا
آنا بیلیتسا (صربی: Ана Бјелица؛ زادهٔ ۳ آوریل ۱۹۹۲) بازیکن والیبال اهل صربستان است.